# Khanat de Gandja

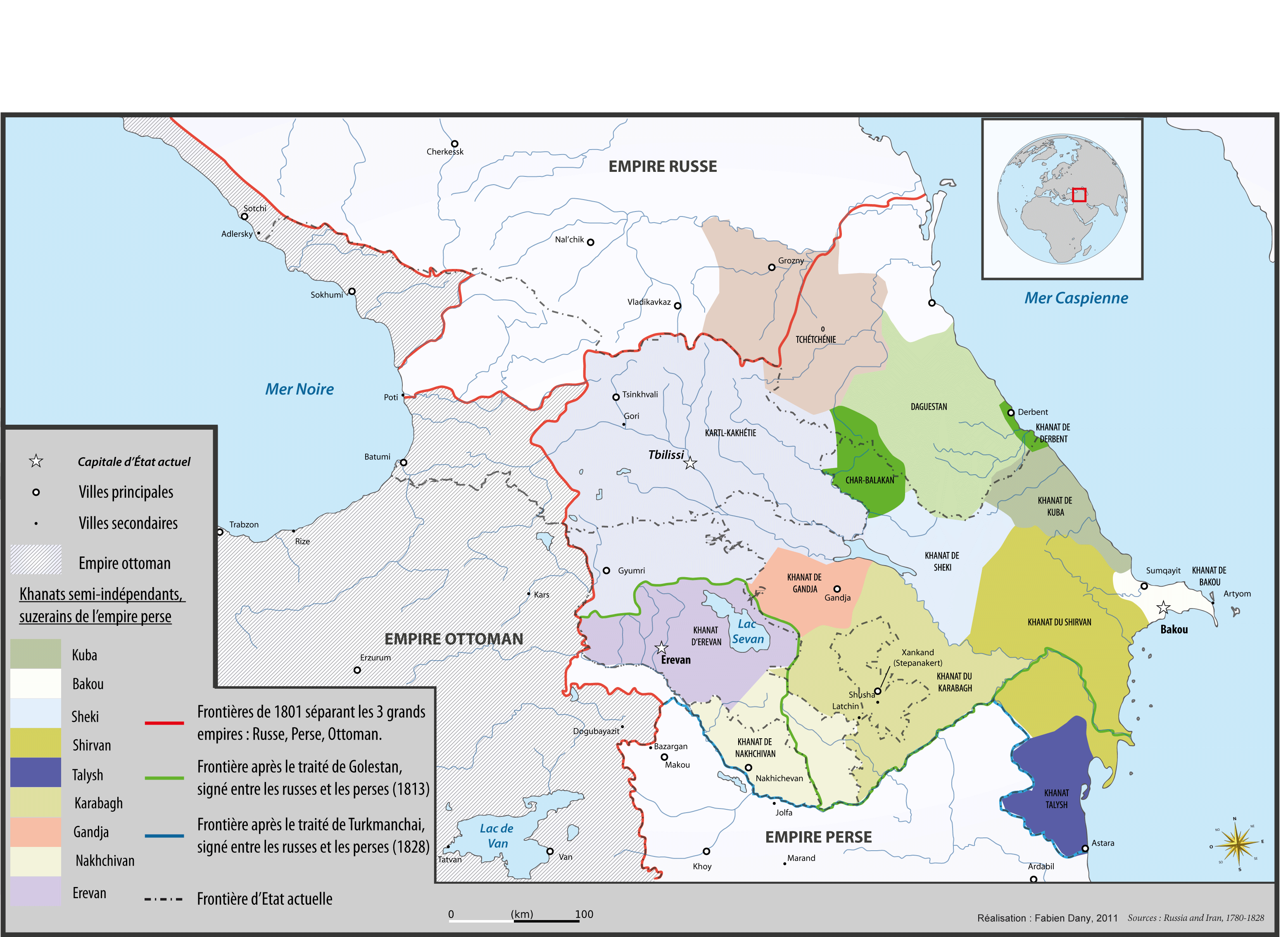
Les khanats de Transcaucasie au début du XIXe siècle.

Le khanat de Gandja est l'un des khanats d'Azerbaïdjan semi-indépendants, fondé en 1747, après la mort de Nadir Shah, par Shahverdi Soltan Zyadoglou (1747-1760). Sous souveraineté perse et centré sur la ville de Gandja, son territoire est situé dans l'Azerbaïdjan actuel.

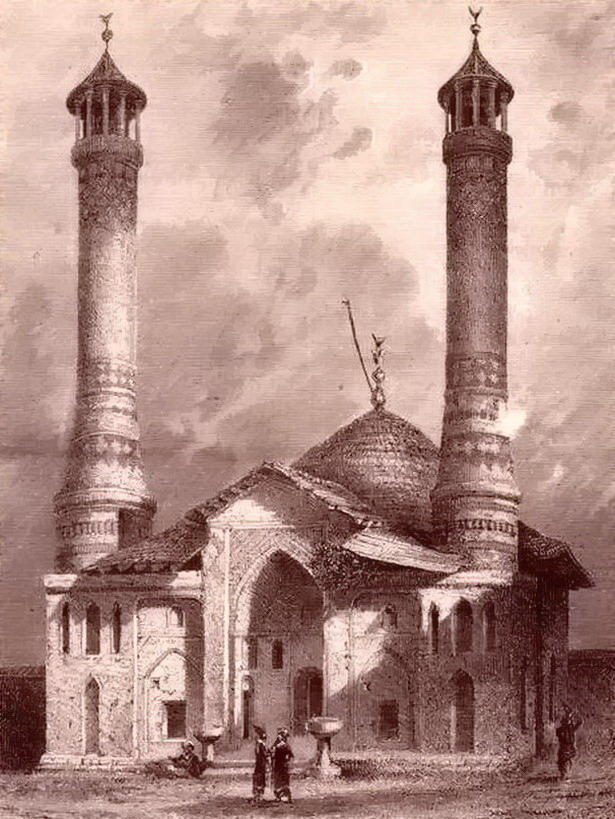
«Mosquée de Govhar aga»

## Les khans
- 1730-1747 : Urgulu Khan II Ziyad Oghlou, également khan du Karabagh ;
- 1747-1761 : Shahverdi Soltan Zyad Oghlou (en) a comme successeurs ses fils qui, comme lui, doivent reconnaitre la suzeraineté immédiate du royaume de Géorgie[1] ;
- 1761-1781 : Mohammad Hasan Khan (en), son fils ;
- 1781-1784 : Mohmmad Khan (en), son frère ;
  - 1781-1784 : occupation par le khanat du Karabagh ;
- 1784-1786 : Hadji Bek (en), parent des précédents ;
- 1786-1786 : Mohammad Hasan Khan, restauré, abdique et meurt en 1792 ;
- 1786-1787 : Rahim Khan (en), son frère, abdique ;
- 1786-1804 : Djavad Khan, son frère.

Contrairement à son voisin et ennemi Ibrahim Khalil, khan du Karabagh, Jewadh Khan, dernier fils de Shahverdi, prend le parti du Kadjar Agha Mohammad Shah lors de l'expédition iranienne contre Tiflis en 1795. Il fut tué lors de la prise de la ville de Gandja par les troupes russes du général Paul Tsitsianov en janvier 1804. Un de ses frères, Urgulu, fut maintenu comme khan titulaire pour le compte des Russes, jusqu'à l'annexion officielle en 1826.